# Storia di Giuda Maccabeo
La Storia di Guida Maccabeo è un dipinto olio su tela di Giambettino Cignaroli conservato nella chiesa di Sant'Alessandro della Croce di Bergamo in via Pignolo.

## Storia e descrizione
La tela è conservata sul lato destro della seconda cappella a sinistra della chiesa alessandrina di via Pignolo e fu commissionata al Cignaroli nel 1743 dall'allora parroco don Regazzoni che voleva completare le opere conservate legate alla tematica del suffragio essendo la cappella dedicata alla Madonna del Suffragio e godeva del giuspatronato della confraternita omonima che dopo il concilio trifentino aveva aumentato il numero dei confratelli e che risulta che fosse ancora attiva nel Novecento. L'artista dipingerà un ulteriore soggetto Deposizione ospitato nell'altare del transetto di destra.
Il dipinto racconta la storia di Guido Maccabeo che era un militare alla guida dell'esercito ebraico. Questi trovandosi in difficoltà chiese il soccorso divino nella sua battaglia contro Gorgia. la sua richiesta fu esaudita, Guida vinse ma molti dei suoi soldati perirono nella battaglia. Quando i corpi furono raccolti sotto le vesti furono trovati amuleti proibiti dalle leggi ebraiche, segno che il Signore aveva punito solo quelli che non seguivano le sue leggi e che peccavano di idolatria con gli dèi dei filistei. L'episodio si collega con il suffragio perché il militare offrì duemila monete d'argento raccolte tra i soldati, portate e Gerusalemme quale obolo per le preghiere che dovevano salvare le anime dei poveri peccatori.
Il dipinto ripresenta l'episodio in modo più sistematico. Il protagonista è raffigurato in piedi, con gli abiti militari e con lo sguardo rivolto al cielo a chiedere conforto. Il quadro ha forti assonanze con l'illusionismo atmosferico di Giambattista Tiepolo. 